# Punch-Out!! (Wii)
Punch-Out!! is een bokscomputerspel uit 2009, ontwikkeld door Next Level Games voor de Wii. Het is het vijfde hoofdspel in Nintendo 's Punch-Out!!-serie, volgend op de SNES-versie van Super Punch-Out!! , en is een reboot van de serie.  
Na een vroege release in de Nintendo World Store in New York City op 16 mei 2009, werd het spel uitgebracht op 18 mei 2009 in Noord-Amerika, op 22 mei 2009 in Europa, op 23 juli 2009 in Japan en op 27 augustus 2009 in Australië (exclusief in de JB Hi-Fi- winkels).     Een extra WiiWare- titel: Doc Louis's Punch-Out!! werd op 27 oktober 2009 exclusief uitgebracht voor Noord-Amerikaanse Club Nintendo-leden. Het werd in 2011 opnieuw uitgebracht onder het Nintendo Selects -label, uitsluitend voor het Noord-Amerikaanse publiek, en in 2015 via de Nintendo eShop van de Wii U in alle regio's.  
Bij de release werd Punch-Out!! door critici geprezen om de gameplay, graphics, presentatie, besturing en het gevoel van nostalgie, hoewel er ook kritiek was op de stereotiepe personages. Voor Nintendo was het een commercieel succes: er werden wereldwijd 1,27 miljoen exemplaren verkocht.

## Spelverloop
Punch-Out!! gaat over een bokser genaamd Little Mac die zich een weg baant door het professionele bokscircuit en het opneemt tegen een reeks kleurrijke, fictieve boksers. Het spel vereist reflexen om te reageren op de bewegingen van de computergestuurde boksers. Het spel kent drie verschillende besturingsmogelijkheden. De Wii-afstandsbediening en de Nunchuk kunnen samen worden gebruikt. Een Wii Balance Board kan samen met de Wii-afstandsbediening en de Nunchuk worden gebruikt om te ontwijken of te bukken. De Wii-afstandsbediening kan ook alleen worden gebruikt en zijwaarts worden vastgehouden voor de traditionele besturing met twee knoppen.
Elke bokser vormt een nieuw 'level'. De speler moet deze voltooien om de volgende bokser uit te dagen. Meestal moet de speler eerst een aanval van de tegenstander ontwijken om ze te kunnen raken. De tegenstanders geven een signaal af, waarop de speler kan reageren en zo kan ontwijken. Ontwijken wordt steeds moeilijker hoe verder in het spel je komt: de tijd die je hebt om te reageren wordt steeds korter en je moet steeds vaker in een specifieke richting ontwijken. De speler kan maximaal drie sterren verzamelen, die deze vervolgens allemaal in één keer kan gebruiken om een extra harde klap uit te delen. De speler kan maximaal drie sterren opslaan, maar verliest deze allemaal als hij door de tegenstander wordt geraakt. Elke vechter heeft een uithoudingsvermogenmeter die, wanneer deze volledig is uitgeput, een knock-out geeft. De speler kan zijn uithoudingsvermogen herstellen terwijl de tegenstander op de grond ligt. De speler kan ook eenmalig tussen ronden in uithoudingsvermogen herstellen. Daarnaast beschikt de speler over een hartenteller die afneemt wanneer hij wordt geraakt, hij een stoot blokt of wanneer een stoot door de tegenstander wordt geblokt. Als de teller op nul staat, kan de speler niet meer aanvallen en is hij kwetsbaar totdat hij een aanval succesvol kan ontwijken. Een gevecht kan eindigen door knock-out (KO), als een vechter niet binnen 10 seconden na een knock-out op kan staan; door technisch knock-out (TKO), als een vechter drie keer in één ronde knock-out gaat; of door beslissing van de scheidsrechter, als geen van beide vechters na drie ronden een KO of TKO behaalt. Tegen bepaalde tegenstanders kan de speler een automatische KO scoren door op het juiste moment zijn sterren te gebruiken, ongeacht het uithoudingsvermogen van de tegenstander of het aantal knockdowns in de huidige ronde. De speler heeft daarnaast een beperkt aantal knockdowns die hij in een wedstrijd kan volhouden: als dat aantal wordt overschreden, wordt de speler onmiddellijk knock-out geslagen en heeft hij geen kans om te herstellen, zelfs als hij de drempel van drie knock-downs voor een TKO nog niet heeft bereikt.